# La Petite-Pierre

La Petite-Pierre este o comună în departamentul Bas-Rhin, Franța. În 1 ianuarie 2022 avea o populație de 599 de locuitori.